# Alfa Reticuli
Alfa Reticuli (α Reticuli, α Ret) je nejjasnější hvězda v souhvězdí Sítě. Jde o jasného obra spektrální třídy G8 o zdánlivé hvězdné velikosti 3,36m. Jeví se jako samostatná hvězda vzdálená od Země 160 světelných let. Vzhledem k tomu, že se nachází daleko na jihu, je nejlépe pozorovatelná z jižní polokoule a lze ji spatřit pouze jižně od 27,5° severní zeměpisné šířky.

## Vlastnosti
Hvězda má více než trojnásobek sluneční hmotnosti a její stáří je asi 330 milionů let.
Bylo pozorováno rentgenové záření z hvězdy o intenzitě 3×1022 W.